# Louis Revelière
Louis Revelière est un homme politique français, né le 3 avril 1775 à Cholet (Maine-et-Loire) et mort le 23 janvier 1866 à Paris.

## Biographie
Entré dans l'administration de la marine sous le Premier Empire, il applaudit au retour des Bourbons en 1814, est chef de division au ministère de la Marine l'année suivante, puis commissaire général de la marine à Nantes en 1817.
Le 13 novembre 1820, il est élu député du grand collège de la Loire-Inférieure. Il est réélu le 6 mars 1824.
Nommé administrateur des subsistances de la marine le 7 janvier 1827, il rentre dans la vie privée après la révolution de juillet 1830.
Il est l'auteur de l'ouvrage Les Ruines de la monarchie française : cours philosophique et critique d'histoire moderne sur l'invasion des sophistes qui ont dévasté la France, bouleversé l'Europe et fait rétrograder la civilisation, Paris ; Lyon, J. Lecoffre, 1879 (BNF 37259996)

## Distinctions
- Chevalier de Saint-Louis
- Officier de la Légion d'honneur

### Sources
- « Louis Revelière », dans Adolphe Robert et Gaston Cougny, Dictionnaire des parlementaires français, Edgar Bourloton, 1889-1891 [détail de l’édition],
- lire en ligne sur Gallica